# 劉偉民
劉偉民（1948年—1987年12月7日），綽號偉民，是台灣黑幫四海幫前幫主，活躍於1960-1980年代。在1970年代率領幫眾重新崛起復興四海幫，被視為「新四海」勢力的領頭者，對四海幫勢力發展有重大影響。
1987年，為躲避台灣當局一清專案全國大掃黑而躲避至日本新宿區，與山口組等日本黑幫份子一同經營賭場等不法生意。但最終因利益糾紛，遭同樣來自台灣的槍擊要犯「雙伍仔」楊雙伍槍殺，震驚台灣、日本兩地。

## 生平
約1960年代，劉偉民在青少年時期便在台北市眷村成功新村鬼混，從混跡「龍虎鳳幫」至加入當時台北市最具規模的黑幫「四海幫」，然而在1962年四海幫因行徑囂張而被台灣當局掃黑並強制勒令解散而沉寂一時。
1970年代，劉偉民與從空軍退役的創幫成員「老哥」蔡冠倫、海軍退役的幫內成員「大寶」陳永和等人，於傳統特種營業場所崛起，率領四海幫成員重新復興四海幫，逐漸擴展新勢力，被外界稱為「新四海」，往後成為四海三大家族領導人之一。
劉偉民身形壯碩高大，並且手段兇狠，對於意見與利益不合者，會毫不留情用以暴力手段報復對方而出名。也因其勢力發展比較蔡冠倫及陳永和來得突出，以兇狠出名的劉偉民在新四海勢力中掌握話事權，因此被視為是四海幫新一代的幫主。
1981年間，劉偉民與擁有竹聯幫背景的台灣知名武打巨星王羽因賭場糾紛，引發「天廚餐廳事件」以及「法庭大廈喋血事件」而震驚社會，並被媒體大幅報導，使得台灣當局針對四海與竹聯兩幫進行掃黑，最終劉偉民被視為主使者而入獄。
1984年，竹聯幫主導的江南案爆發，同年11月隨即台灣當局展開一清專案全國大掃黑，劉偉民為了躲避政府掃黑，便躲避至日本新宿區，與日本黑幫及在日台灣黑幫經營在歌舞伎町的賭場生意。
1987年12月7日，最終與同樣來自台灣的本省掛槍擊要犯「雙伍仔」楊雙伍，爆發賭場利益糾紛，而遭到楊雙伍槍殺身亡，震驚台灣、日本兩地。

## 軼聞
劉偉民與陳永和在加入四海幫初期，曾經都是「蔡霸子」蔡冠倫其弟，「阿咪」蔡冠民的手下。新四海崛起之後，雖以劉偉民、陳永和及蔡冠倫等三人為指標性成員，實際上當代四海幫的幕後老大與金主則是蔡冠倫與蔣克倫。然而劉偉民在特種營業場所竄起壯大勢力之後，接連與竹聯幫引發多次暴力械鬥事件備受社會矚目，便逐漸被當代社會大眾公認為是四海幫老大及幫主。
四海幫早年在日本新宿區亦有龐大勢力，山口組等日本黑幫，與台灣四海幫的交流關係，始於劉偉民領導四海幫眾期間才開始有著頻繁交流。並且影響1980至1990年代，四海幫在歌舞伎町擁有一席之地。然而卻因為劉偉民遭到楊雙伍狙殺身亡的事件緣故，引起日本政府大力掃蕩台灣黑幫勢力，嚴重影響台灣黑幫在日本新宿的發展，歷經時代變遷時至今日，台灣黑幫在歌舞伎町的勢力已逐漸被中國黑幫取代。
1984年一清專案爆發後，據江南案參與者之一的竹聯幫幹部成員「小董」董桂森在被逮補後發表的「我的聲明」中所述，台灣當局為殺人滅口，轉而吸收以劉偉民為首的四海幫，並派遣劉偉民至菲律賓暗殺董桂森。最終因董桂森提前收到消息而逃過一劫。
四海幫知名幹部成員，代幫主「光南」楊光南、中常委「狗六」陳瑞芳，第八任幫主「斗雲」楊德昀，以及鴻源吸金案創辦人之一的劉鐵球等人，曾經都是劉偉民的嫡系手下。

## 家庭
2013年，媒體爆出台灣演藝圈女星劉伊心，實為劉偉民的女兒，登躍上各大新聞版面。

## 外部連結
- 160公分殺180公分 當年劉偉民掏槍卡彈慘遭楊雙伍格斃？！,東森新聞關鍵時刻,2014/09/18。
- 老照片 劉偉民 （页面存档备份，存于）,國家文化資料庫,中央日報典藏,華藝數位藝術股份有限公司提供。